# 劉柏根
劉 柏根（りゅう はくこん、? - 306年）は、西晋末の人物。東萊郡惤県の出身。劉伯根とも表記される。

## 生涯
西晋に仕え、惤県県令に任じられていた。
光熙元年（306年）、数万の兵を擁して妖賊となり、西晋に反乱を起こして自立し、惤公と自称した。同郷の王弥が家人を率いて帰順すると長史に任じ、その従弟である王桑を東中郎将に任じた。
淄河に沿って侵攻すると、都督青州諸軍事の司馬略は鎮軍将軍劉暾に迎撃を命じたが、これを返り討ちにして洛陽へ敗走させた。さらに、司馬略を攻撃して聊城に逃走させた。安北将軍王浚が討伐軍を派遣すると、これに敗れて戦死した。
王弥は敗残兵をかき集め、その勢力を引き継いだ。